# 五光製作所
株式会社五光製作所（ごこうせいさくしょ）は、1948年（昭和23年）にバス車体用部品の製造販売を目的として設立された輸送用機械器具メーカーで、交通機関に関連した製品の製造販売を行っている。

## 概要
1945年（昭和20年）代から国鉄 (JR) 向けディーゼルカーの変速機、逆転機、減速機、軌道モーターカー、貨車移動機を受注していた。
客室用機器では、石油燃焼式温気暖房機であるベバストヒーターのライセンス生産を行なった「五光ヒータ」があり、寒冷地での気動車やバスの快適性の向上に寄与した。
1964年（昭和39年）から運輸省研究補助金により国鉄自動車局発注に関連するバス用循環式汚物処理装置の開発を行い、東名・名神高速道路バスや幹線高速バス、長距離運行バス、遊覧バスなどに多数採用された。1967年（昭和42年）に循環式汚物処置装置が東海道新幹線0系用の採用され、以後の各種新幹線車両の汚物処理装置で五光製の製品が採用されている。1989年（平成元年）頃に北斗星やトワイライトエクスプレスの列車用個室便洗ユニットシステムが開発された。真空式トイレは、1991年（平成3年）にスウェーデン、フィンランドのEvac社と技術提携して製造と販売を開始と同時に日本で初めて九州旅客鉄道（JR九州）の車両で試験採用され、1992年（平成4年）にJR九州787系電車で本格的に採用され、以後の鉄道車両やバス、船舶に広く採用されている。